# Bataille de Bull's Gap
Guerre de Sécession
Batailles
La bataille de Bull's Gap est une bataille de la guerre de Sécession, livrée du 11 novembre au 13 novembre 1864, dans le comté de Hamblen et le comté de Greene, au Tennessee.
En novembre 1864, le major général John C. Breckinridge entreprend une expédition dans l'Est du Tennessee de Virginie pour sécuriser la campagne avec de la nourriture et du fourrage, et repousser les fédéraux de la région. Une force fédérale sous le commandement du brigadier général Alvan C. Gillem a avancé au-delà de Greeneville, mais se retire en face de la force confédérée plus grande  sortant de Jonesborough vers Greeneville. Dans l'espoir de protéger les lignes de chemin de fer vers Knoxville, les fédéraux retournent vers Bull's Gap à l'est-sud-est de Whitesburg sur le chemin de fer de l'Est du Tennessee et de la Virginie.
Le 11 novembre, les forces confédérées attaquent dans la matinée, mais sont repoussés par 11 heures du matin. Les tirs d'artillerie se poursuivent tout au long de la journée.
Les deux camps lancent des attaques matinales le 12 novembre. Les confédérés cherchent à frapper les forces de l'Union à plusieurs endroits, mais ils ne gagnent que peu de terrain.
Le 13 novembre, des tirs se produisent tout au long de la journée, mais les confédérés ne lancent pas d'assaut contre les lignes de l'Union. Les forces de l'Union, à court de tout, de munitions et de vivres, se retirent de Bull's Gap vers Russellville tard dans la soirée.
Breckinridge poursuit les fédéraux le 14 novembre, et les engagent à proximité de Russellville, provoquant une déroute. Les fédéraux retournent sur Strawberry Plains (à l'extérieur de Knoxville) où Breckinridge engagent de nouveau ses forces. Des renforts fédéraux arrivent bientôt et le mauvais temps commence à causer des ravages sur les routes et les cours d'eau. Breckinridge, avec la plupart de sa force, se retire en Virginie. Les victoires confédérés à la bataille de Bull's Gap est un échec dans les plans fédéraux pour les débarrasser de l'Est du Tennessee de la présence de l'armée confédérée.